# Hans-Josef Fell
Hans-Josef Fell (né le 7 janvier 1952 à Hammelburg) est membre d'Alliance 90 / Les Verts au Bundestag. 
Hans-Josef Fell a notamment défini le cadre de la loi allemande sur les Énergies Renouvelables, aux côtés de Hermann Scheer, loi qui a conduit à des surcoûts importants du prix de l'électricité pour les usagers. Le Gouvernement français s'est inspiré de la loi allemande pour sa propre réglementation sur les énergies renouvelables. 
Il est actuellement[Quand ?] porte-parole du groupe parlementaire Alliance 90 / Les Verts, membre de la Commission de Protection de l'Environnement, membre suppléant de la Commission sur l'Économie et la Technologie, et membre suppléant de la Commission de la Défense.  

## Biographie
Hans-Josef Fell est né le 7 janvier 1952 à Hammelburg, en Allemagne. Il a obtenu son Abitur (équivalent du baccalauréat) au Lycée de Hammelburg en 1971. Il a étudié les Sciences Physiques et le Sport à l'Université de Würzburg. Entre 1977 et 1978, il a effectué son service civil à Würzburg en tant qu'éducateur spécialisé. Après avoir obtenu son diplôme d'enseignant en 1980, M. Fell a commencé à enseigner les Sciences Physiques et l'Éducation Physique au lycée Alexander-von-Humboldt à Schweinfurt. M. Fell et son épouse vivent à  Hummelburg ; ils ont trois enfants. La maison familiale est construite en respectant les critères écologiques et fonctionne entièrement avec des énergies renouvelables. M. Fell a obtenu des récompenses prestigieuses pour sa maison, parmi lesquelles l'"Oscar du Solaire", l'Energy Globe Award en 2000.

## Carrière politique
Hans-Josef Fell a rejoint les Verts en 1992 après plusieurs années d'engagement dans les énergies renouvelables et la protection de l'environnement. M. Fell a été membre du Conseil Municipal de sa  ville natale d'Hammelburg de 1990 à 1998. De 1996 à 2003, il a travaillé au sein du Conseil d'Agglomération de Bad Kissingen. Il est membre du Bundestag depuis 1998. 
Hans-Josef Fell a visé à améliorer les méthodes d'entraînement militaire visant la désescalade des conflits, particulièrement au sein de la base de la Bundeswehr localisée à Hammelburg. De 1999 à 2005, en tant que porte-parole de la Commission Recherche du groupe parlementaire l'Alliance 90/Les Verts au Bundestag, Hans-Josef Fell a permis d'augmenter les crédits pour la recherche dans le domaine du photovoltaïque, du solaire à concentration, de la géothermie, des batteries pour véhicules électriques, et des nanotechnologies entre autres. Hans-Josef Fell a initié de nombreux livres blancs, qui ont permis de jeter les bases de nombreux textes législatifs, sur les nanotechnologies, la géothermie, les systèmes de transport de l'avenir, différents sujets médicaux tels que la recherche sur le cerveau, la fusion nucléaire et l'ingénierie génétique en agriculture et médecine.
Hans-Josef Fell a rédigé le projet de loi sur les Énergies Renouvelables (EEG), qui a été adoptée en 2000 face à une vigoureuse opposition politique. La loi, qui a été promulguée le 25 février 2000, garantissait des tarifs préférentiels pour l'électricité produite à partir de la biomasse, du vent, et du soleil, et vise à amener le pourcentage d'énergies renouvelables utilisées en Allemagne à 12,5 % en 2010. En 2009, l'Allemagne générait déjà 16 % de son énergie à partir de ressources renouvelables. M. Fell a également été impliqué dans les amendements apportés à la loi EEG en 2004. 
Les surcoûts énormes de cette loi pour les usagers allemands apparaîtront progressivement. Parce qu'il y a de plus en plus des parcs éoliens et de champs solaires, les coûts progressent. En 2017, le supplément EEG est de 6,88 cents le kilowattheure (kWh) plus la TVA. Cela apporte environ 25 milliards d'euros pour l'industrie de l'énergie verte et, en sus, 4,75 milliards d'euros pour le ministère des Finances allemand. La loi EEG a eu pour conséquence que les consommateurs d'électricité paient des millions d'euros parce que la quantité d'électricité verte est produite sur quelques jours et que les centrales conventionnelles doivent s'arrêter brusquement et être remboursées. L'électricité verte excédentaire est payée par le consommateur de toute façon. Pour le seul premier trimestre de 2016, selon l'Agence fédérale des réseaux, les consommateurs d'électricité ont payé environ 148 millions d'euros pour cette alimentation fantôme.
Hans-Josef Fell a initié la législation exonérant les agrocarburants de taxes, et a également été impliqué dans la mise en place du cadre législatif sur les énergies renouvelables à l'échelle européenne.
Hans-Josef Fell est le fondateur de l'Energy Watch Group, une association de chercheurs et d'économistes indépendants travaillant sur la sécurisation de nos approvisionnements énergétiques à long terme
M. Fell a voyagé dans de nombreux pays pour y parler d'énergies propres. À la suite de sa visite en Turquie, les projets de construction de la centrale nucléaire d'Akkuyu ont été interrompus, et le Premier Ministre Bülent Ecevit a déclaré que son gouvernement encouragerait les énergies renouvelables[réf. nécessaire]. À Taïwan, à la suite d'allocutions télévisées de M. Fell, et après des conversations avec des hommes politiques locaux, le gouvernement a annoncé l'abandon de ses projets de construction de la quatrième centrale nucléaire du pays, et annoncé la sortie du nucléaire d'ici 2020[réf. nécessaire].

## Récompenses
- 1994 : Prix de l'Association Européenne pour l'Énergie Solaire EUROSOLAR
- 2000 : Energy Globe Award
- 2000 : Prix de la section Allemande de la Société Solaire Internationale (DGS)
- 2001 : Prix du Futur Dénucléarisé – prix du mouvement international anti-nucléaire
- 2002 : Prix de l'Industrie Solaire Allemande
- 2002 : Premier Prix de la Géothermie Allemande
- 2003 : Prix du Biogaz Allemand
- 2006 : Prix Bonda de l'European Photovoltaic Industry Association (EPIA)